# Star of Jupiter
Star of Jupiter è il decimo album come leader del chitarrista americano Kurt Rosenwinkel
Disco 1:
1. "Gamma Band" – 7:03
2. "Welcome Home" – 4:46
3. "Something, Sometime" – 6:21
4. "Mr. Hope" – 5:30
5. "Heavenly Bodies" – 11:25
6. "Homage A'Mitch" – 7:47

Disco 2:
1. "Spirit Kiss" – 8:39
2. "kurt1" – 6:51
3. "Under It All" – 7:27
4. "A Shifting Design" – 5:59
5. "Deja Vu" – 10:54
6. "Star of Jupiter" – 8:58

## Formazione
- Kurt Rosenwinkel - chitarra, voce,
- Aaron Parks - pianoforte, sintetizzatore
- Eric Revis - basso, contrabbasso
- Justin Faulkner  - batteria